# Gretna (Luisiana)
Gretna é uma cidade localizada no estado americano de Luisiana, na Paróquia de Jefferson.

## Demografia
Segundo o censo americano de 2000, a sua população era de 17.423 habitantes.
Em 2006, foi estimada uma população de 16.285, um decréscimo de 1138 (-6.5%).

## Geografia
De acordo com o United States Census Bureau tem uma área de
10,0 km², dos quais 9,1 km² cobertos por terra e 0,9 km² cobertos por água.

## Localidades na vizinhança
O diagrama seguinte representa as localidades num raio de 8 km ao redor de Gretna.